# Sekhemrê-Shedtaouy Sobekemsaf
Sekhemrê-Shedtaouy Sobekemsaf II est un roi de la XVIIe dynastie, probablement le prédécesseur de Sekhemrê-Oupmaât Antef-Âa (Antef V ou VI).

## Attestations
Il est attesté dans les papyrii Abbott, Ambras et Amherst-Léopold II, datant du règne de Ramsès IX et mentionnant l'inspection de sa tombe et le procès des pilleurs de cette dernière. D'autres documents portant son nom ont été retrouvés : il s'agit de la stèle d'un scribe Sobekhotep, d'un sanctuaire en calcaire de Thèbes, ainsi que de peut-être deux statues et une stèle, qui pourraient également dater de l'époque de Sekhemrê-Ouadjkhâou Sobekemsaf et ne peuvent être clairement attribués à Sekhemrê-Shedtaouy Sobekemsaf, puisqu'ils ne mentionnent que le nom de Sa-Rê Sobekemsaf et non le nom de Nesout-bity du roi.

## Famille
Il a pour reine une certaine Noubkhâes, citée dans le papyrus Abbott et enterrée avec lui dans la même tombe. D'après les inscriptions trouvées sur un chambranle de porte découvert dans les vestiges d'un temple de la XVIIe dynastie à Gebel Antef sur la route Louxor-Farshut, on sait aujourd'hui que Noubkheperrê Antef et, par implication, son frère Sekhemrê-Oupmaât Antef-Âa étaient les fils d'un des deux rois Sobekemsaf. La plupart des égyptologues pensent qu'il s'agit de Sekhemrê-Shedtaouy Sobekemsaf,,. Claude Vandersleyen lui donne également comme fils le roi Sekhemrê-Herouhermaât Antef.

## Position chronologique
En tant que père d'au moins deux des trois Antef, son règne est considéré comme immédiatement antérieur à leurs règnes. Ainsi, dans la vision courte de la XVIIe dynastie, il est positionné systématiquement au début de la dynastie : en deuxième position pour Kim Ryholt, en troisième pour Daniel Polz et en première position pour Claude Vandersleyen et Julien Siesse.
Sa numérotation est plus problématique. En effet, la position de Sekhemrê-Ouadjkhâou Sobekemsaf est un sujet débattu par les égyptologues. La plupart le positionne avant Sekhemrê-Shedtaouy Sobekemsaf, soit en début de XVIIe dynastie, soit pendant la XVIe dynastie, voire à la fin de la XIIIe dynastie. Ainsi, dans cette configuration, Sekhemrê-Ouadjkhâou Sobekemsaf est numéroté Sobekemsaf Ier et Sekhemrê-Shedtaouy Sobekemsaf est numéroté Sobekemsaf II. Mais Kim Ryholt place Sekhemrê-Ouadjkhâou Sobekemsaf à la fin de la XVIIe dynastie, juste avant Senakhtenrê Iâhmes. Ainsi, ce roi devient Sobekemsaf II et Sekhemrê-Shedtaouy Sobekemsaf est numéroté Sobekemsaf Ier.

## Le pillage de sa tombe
Sa tombe et son pillage sont attestés dans les papyrii Abbott, Ambras et Amherst-Léopold II, datant du règne de Ramsès IX. Les confessions et les procès pour vol de tombe des hommes responsables du pillage de la tombe de Sekhemrê-Shedtaouy Sobekemsaf sont détaillés dans ce dernier papyrus qui est daté de l'An 16, 3e mois de Peret, 22e jour de Ramsès IX. Ce document relate qu'un certain Amenpanéfer, fils d'Anhernakht, tailleur de pierre du temple d'Amon-Rê, « a pris l'habitude de piller les tombes [des nobles de Thèbes-Ouest] en compagnie du tailleur de pierre Hapiour » et mentionne qu'ils ont pillé la tombe de Sobekemsaf avec six autres complices en l'an 13 de Ramsès IX. Amenpanéfer confessa :

« ...nous sommes allés voler les tombes... et nous avons trouvé la pyramide de [roi] Sekhemrê-Shedtaouy, le fils de Rê Sobekemsaf, qui n'était pas du tout comme les pyramides et les tombes des nobles que nous avions l'habitude de voler. »

Dans son procès, Amenpanéfer témoigne que lui et ses compagnons ont creusé un tunnel dans la pyramide du roi avec leurs outils en cuivre :

« Puis nous avons percé les décombres... et nous avons trouvé ce dieu (roi) couché au fond de son lieu de sépulture. Nous avons trouvé le lieu de sépulture de Noubkhâes, sa reine, situé juste à côté de lui ... Nous avons ouvert les sarcophages et les cercueils dans lesquels ils se trouvaient, et nous avons trouvé la noble momie de ce roi, équipée d'un faucon ; un grand nombre d'amulettes et de bijoux en or étaient sur son cou, et sa coiffe en or était sur lui. La noble momie de ce roi était entièrement recouverte d'or, et ses cercueils étaient ornés d'or et d'argent à l'intérieur et à l'extérieur et incrustés de toutes sortes de pierres précieuses. Nous avons recueilli l'or sur la noble momie de ce dieu... et nous avons également recueilli tout ce que nous avons trouvé sur elle (la reine) ; et nous avons mis le feu à leurs cercueils. Nous avons pris leur mobilier... composé d'objets en or, en argent et en bronze, et nous les avons répartis entre nous... Puis nous avons traversé Thèbes. Quelques jours plus tard, le directeur du district de Thèbes a appris que nous avions volé à l'ouest, et ils m'ont saisi et emprisonné dans le bureau du maire de Thèbes. Et je pris les vingt deben d'or qui m'étaient tombés dessus comme ma part et les donnai à Khâmope, le scribe du quartier rattaché au lieu de débarquement de Thèbes. Il me libéra, et je rejoignis mes compagnons, qui me compensèrent encore une fois avec une portion. Ainsi, avec d'autres voleurs qui sont avec moi, j'ai continué jusqu'à ce jour à voler les tombes des nobles et des gens [décédés] du pays qui reposent à l'ouest de Thèbes. »

Amenpanéfer déclara que les trésors prélevés sur les deux momies royales s'élevaient à 160 deben d'or (soit 14,5 kg). Le document se termine par la condamnation des voleurs - avec une probable peine de mort - et note qu'une copie des transcriptions officielles du procès a été envoyée à Ramsès IX en Basse-Égypte. Amenpanéfer lui-même aurait été condamné à mort par empalement, un châtiment qui était réservé aux crimes les plus odieux dans l'Égypte antique.

## Source
- Nicolas Grimal, Histoire de l'Égypte ancienne [détail de l’édition]